# Азиатский гепард
Азиатский гепард (лат. Acinonyx jubatus venaticus) — один из подвидов вида гепарда, в прошлом распространённый в различных регионах Ближнего Востока и Индии, но до настоящего времени сохранившийся только в Иране в виде небольших популяций.

## Описание
Внешне практически не отличается от африканского подвида (однако, генетические различия между ними существенные), за исключением более короткой шерсти; самки меньше самцов. Длина тела в среднем составляет 110—150 см, длина хвоста — 60—80 см, высота в холке — 70—85 см; вес варьирует в пределах 40—60 кг.

## Распространение и образ жизни
Основные места обитания — горные районы и полупустыни в центральных и восточных областях Ирана. Основным объектом охоты ранее являлись крупные копытные животные (горные бараны, козы, газели), однако ныне, в связи с сокращением количества травоядных, азиатские гепарды охотятся также на мелкую дичь и периодически нападают на домашний скот. Ведут, как правило, одиночный образ жизни, хотя для охоты на крупную добычу могут образовывать группы, включающие до 4-х особей. Беременность у самки длится 85-95 суток, в помёте обычно от 2 до 6 котят. Самостоятельную жизнь детёныши могут начать в возрасте 12-20 месяцев. Средняя продолжительность жизни азиатского гепарда в дикой природе — до 20-25 лет. В неволе эти животные практически никогда не размножаются.
Ранее азиатский гепард был широко распространён от Аравийского полуострова до центральной части Индии и юга современного Казахстана, однако вследствие интенсивного истребления браконьерами ради шкур, популярности животного в качестве объекта охоты у аристократов и сокращения числа диких копытных, составлявших основу их рациона, азиатские гепарды уже в 1947 году полностью исчезли в Индии, а в период с 1960-х по 1980-е годы — и на всём Среднем Востоке (за исключением Ирана, где их популяция тоже существенно сократилась). С 2000 года Общество охраны дикой природы («Global Environment Facility»), совместно с иранскими экологами, начало разработку мероприятий по охране пяти районов страны, в которых сохраняются популяции азиатского гепарда. Для организации охраняемых территорий в районах обитания гепарда, Обществом был выделен грант в размере 720 000 $, в период с 2001 по 2012 годы. По данным на начало 2000-х годов, число живших в условиях дикой природы особей оценивалось в 50-100. По состоянию на 2017 год, в дикой природе в Иране насчитывалось около 40 особей этого подвида, живущих на охраняемых территориях, 20 из них удалось сфотографировать при помощи фотоловушек. Гепардам угрожает сокращение численности природной добычи, преследование со стороны скотоводов и пастушьих собак, браконьерство и гибель на дорогах. Существуют также планы реинтродукции азиатского гепарда в Индии и Пакистане.